# Liste der Leuchttürme in Osttimor
Die Liste führt die Leuchttürme und weitere Leuchtfeuer in Osttimor auf.

## Leuchttürme
| Name                                             | Standort                        | Gewässer         | Position                        | Baujahr | Turmhöhe | Feuerhöhe | Bild                                                                                         |
| ------------------------------------------------ | ------------------------------- | ---------------- | ------------------------------- | ------- | -------- | --------- | -------------------------------------------------------------------------------------------- |
| Leuchtturm von Motael                            | Motael, Dili                    | Straße von Wetar | 8° 32′ 53,8″ S, 125° 34′ 7,5″ O | 1894    | 19 m     | 17 m      |                                                                                              |
| Leuchtturm von Oe-Cusse                          | Pante Macassar, Oe-Cusse Ambeno | Sawusee          | 9° 11′ 15,3″ S, 124° 23′ 34″ O  | ?       | 31 m     | 27 m      |                                                                                              |
| Leuchtturm der Insel Jaco (existiert nicht mehr) | Jaco, Lautém                    | Timorsee         | 8° 26′ 8,1″ S, 127° 20′ 28,9″ O | 1898    | 35 m     | ?         |                                                                                              |
| Leuchtturm von Com                               | Com, Lautém                     | Straße von Wetar | 8° 21′ 53,1″ S, 127° 3′ 48,5″ O | ?       | 35 m     | ?         | Leuchtturm von Com Rui Sá Pinto Correia , 2021 Link zum Bild (bitte Urheberrechte beachten ) |
|                                                  |                                 |                  |                                 |         |          |           |                                                                                              |
| Leuchtturm von Com                               |                                 |                  |                                 |         |          |           |                                                                                              |
| Rui Sá Pinto Correia, 2021                       |                                 |                  |                                 |         |          |           |                                                                                              |
|                                                  |                                 |                  |                                 |         |          |           |                                                                                              |
|                                                  |                                 |                  |                                 |         |          |           |                                                                                              |
| Link zum Bild (bitte Urheberrechte beachten)     |                                 |                  |                                 |         |          |           |                                                                                              |

## Weitere Leuchtfeuer
- Pertamina-Erdöldepot, Dili: Etwa zehn Meter hohes Gerüst[1]
- Dili Entrance West und Dili Entrance East: Zwei in der Bucht von Dili aufgestellte 12 Meter hohe Leuchtfeuer, die die Einfahrt zum Hafen markieren[1][2]
- Dili Range Front: Etwa 15 Meter hohes Gerüst an der Uferpromenade vor dem Regierungspalast[1][2]
- Dili Range Rear: Hinter dem Leuchtfeuer „Dili Range Front“ auf dem Regierungspalast installiert[1]
- Leuchtfeuer in Bebonuk, Dili: Östlich der Mündung des Rio Comoros im Wohngebiet aufgestellt (8° 32′ 31″ S, 125° 32′ 19,1″ O)[2]
- Com Range Front: Elf Meter hohe Installation in der Bucht von Com[1]

## Geschichte

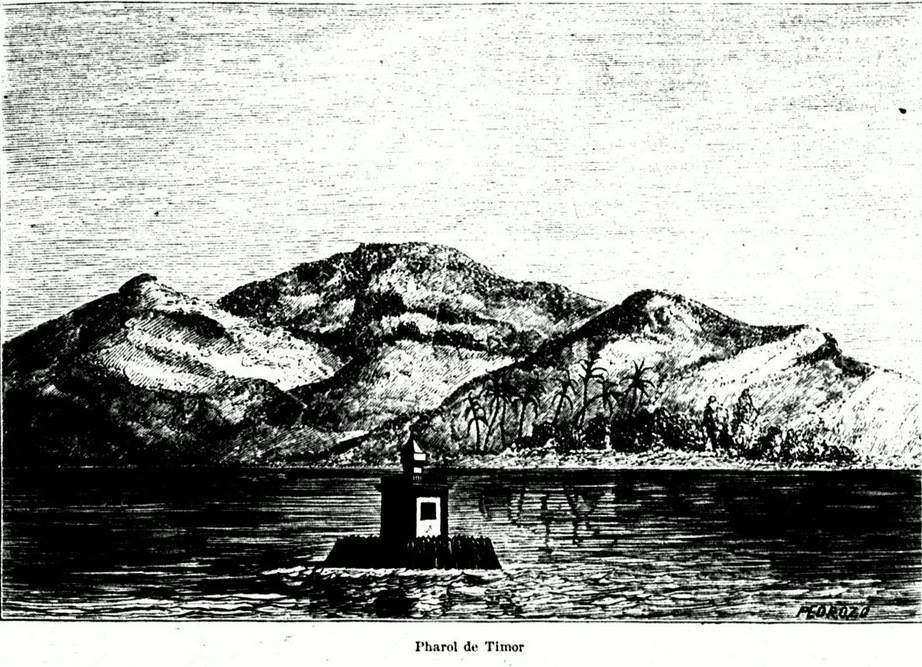
Der „Leuchtturm von Timor“ (1864)

Der älteste heute existierende Leuchtturm ist der Leuchtturm von Motael in Dili, der 1894 errichtet wurde. Es gab aber schon früher einen Leuchtturm in der kolonialen Hauptstadt. Eine Zeichnung von Pedrozo, der auf dem Kriegsschiff Martinho de Mello am 15. Juni 1864 Dili besuchte, zeigt vor der Küste den „Pharol de Timor“. Vermutlich markierte der Leuchtturm die Einfahrt in die Bucht von Dili zwischen den Korallenriffen.
Während der portugiesischen Kolonialzeit waren weitere Leuchtfeuer im Betrieb. Ruinen von Leuchttürmen befinden sich in Lore I und Iliomar. Ein weiteres Leuchtfeuer stand in Batugade.
Das Leuchtfeuer auf Jaco wurde 2010 abgeschaltet. Der etwa 35 Meter hohe Gerüstturm existiert nicht mehr. Turm und Leuchtfeuer in Com werden in der Liste der Maritime Safety Information nicht aufgeführt.

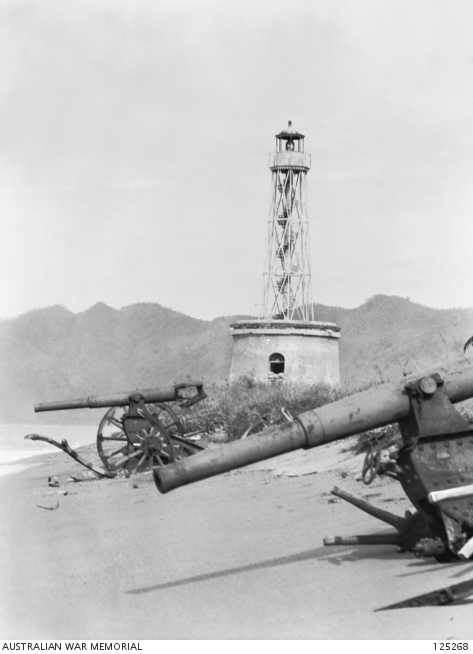
Der Leuchtturm von Motael (1946)
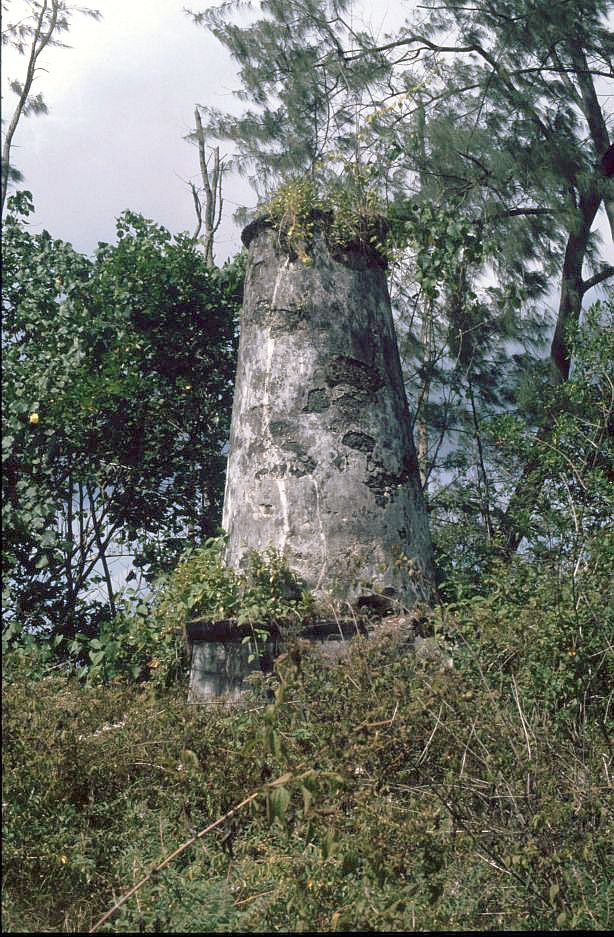
Iliomar (um 1904 errichtet)
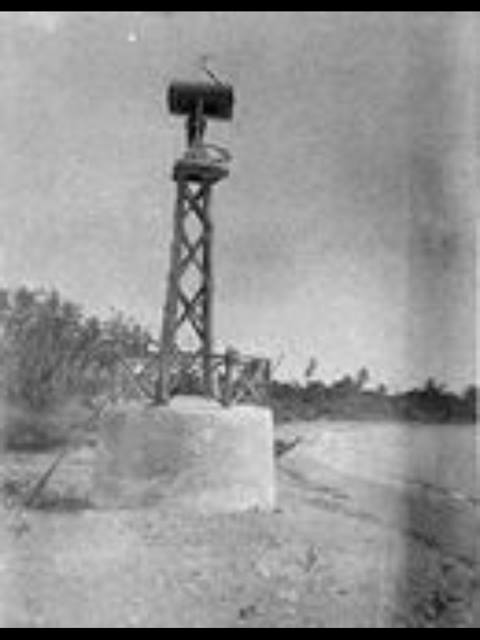
Batugade (1910 errichtet)